# Nitraria sibirica
Nitraria sibirica är en harmelbuskväxtart som först beskrevs av Dc., och fick sitt nu gällande namn av Pall.. Nitraria sibirica ingår i släktet Nitraria och familjen harmelbuskväxter. Utöver nominatformen finns också underarten N. s. globicarpa.